# Lijst van gemeenten in Noorwegen

Gemeenten in Noorwegen

In deze lijst van Noorse gemeenten worden de 422 gemeenten in Noorwegen weergegeven. 

## A
Åfjord
- Agdenes
- Ål
- Ålesund
- Alstahaug
- Alta
- Alvdal
- Åmli
- Åmot
- Andøy
- Årdal
- Aremark
- Arendal
- Ås
- Åseral
- Asker
- Askim
- Askøy
- Askvoll
- Åsnes
- Audnedal
- Aukra
- Aure
- Aurland
- Aurskog-Høland
- Austevoll
- Austrheim
- Averøy

## B
Bærum
- Balestrand
- Ballangen
- Balsfjord
- Bamble
- Bardu
- Båtsfjord
- Beiarn
- Berg
- Bergen
- Berlevåg
- Bindal
- Birkenes
- Bjerkreim
- Bjugn
- Bø (Nordland)
- Bø (Telemark)
- Bodø
- Bokn
- Bømlo
- Bremanger
- Brønnøy
- Bygland
- Bykle

## D
Dønna
- Dovre
- Drammen
- Drangedal
- Dyrøy

## E
Eid
- Eide
- Eidfjord
- Eidsberg
- Eidskog
- Eidsvoll
- Eigersund
- Elverum
- Enebakk
- Engerdal
- Etne
- Etnedal
- Evenes
- Evje og Hornnes

## F
Færder
- Farsund
- Fauske
- Fedje
- Fet
- Finnøy
- Fitjar
- Fjaler
- Fjell
- Flå
- Flakstad
- Flatanger
- Flekkefjord
- Flesberg
- Flora
- Folldal
- Førde
- Forsand
- Fosnes
- Fræna
- Fredrikstad
- Frogn
- Froland
- Frosta
- Frøya
- Fusa
- Fyresdal

## G
Gamvik
- Gaular
- Gausdal
- Gildeskål
- Giske
- Gjemnes
- Gjerdrum
- Gjerstad
- Gjesdal
- Gjøvik
- Gloppen
- Gol
- Gran
- Grane
- Granvin
- Gratangen
- Grimstad
- Grong
- Grue
- Gulen

## H
Hå
- Hadsel
- Hægebostad
- Halden
- Halsa
- Hamar
- Hamarøy
- Hammerfest
- Haram
- Hareid
- Harstad
- Hasvik
- Hattfjelldal
- Haugesund
- Hemne
- Hemnes
- Hemsedal
- Herøy (Møre og Romsdal)
- Herøy (Nordland)
- Hitra
- Hjartdal
- Hjelmeland
- Hobøl
- Hol
- Hole
- Holmestrand
- Holtålen
- Hornindal
- Horten
- Høyanger
- Høylandet
- Hurdal
- Hurum
- Hvaler
- Hyllestad

## I
Ibestad
- Inderøy
- Indre Fosen
- Iveland

## J
Jevnaker
- Jølster
- Jondal

## K
Kåfjord
- Karasjok
- Karlsøy
- Karmøy
- Kautokeino
- Klæbu
- Klepp
- Kongsberg
- Kongsvinger
- Kragerø
- Kristiansand
- Kristiansund
- Krødsherad
- Kvæfjord
- Kvænangen
- Kvalsund
- Kvam
- Kvinesdal
- Kvinnherad
- Kviteseid
- Kvitsøy

## L
Lærdal
- Larvik
- Lavangen
- Lebesby
- Leirfjord
- Leka
- Lenvik
- Lesja
- Levanger
- Lier
- Lierne
- Lillehammer
- Lillesand
- Lillestrøm
- Lindås
- Lindesnes
- Lødingen
- Lom
- Loppa
- Lørenskog
- Løten
- Lund
- Lunner
- Lurøy
- Luster
- Lyngdal
- Lyngen

## M
Målselv
- Malvik
- Mandal
- Marker
- Marnardal
- Masfjorden
- Måsøy
- Meland
- Meldal
- Melhus
- Meløy
- Meråker
- Midsund
- Midtre Gauldal
- Modalen
- Modum
- Molde
- Moskenes
- Moss

## N
Nærøy
- Namdalseid
- Namsos
- Namsskogan
- Nannestad
- Narvik
- Naustdal
- Nedre Eiker
- Nes (Akershus)
- Nes (Buskerud)
- Nesna
- Nesodden
- Nesseby
- Nesset
- Nissedal
- Nittedal
- Nome
- Nord-Aurdal
- Norddal
- Nord-Fron
- Nordkapp
- Nord-Odal
- Nordre Land
- Nordreisa
- Nore og Uvdal
- Notodden

## O
Odda
- Øksnes
- Oppdal
- Oppegård
- Orkdal
- Ørland
- Ørskog
- Ørsta
- Os (Hedmark)
- Os (Hordaland)
- Osen
- Oslo
- Osterøy
- Østre Toten
- Overhalla
- Øvre Eiker
- Øyer
- Øygarden
- Øystre Slidre

## P
Porsanger
- Porsgrunn

## R
Råde
- Radøy
- Rælingen
- Rakkestad
- Rana
- Randaberg
- Rauma
- Re
- Rendalen
- Rennebu
- Rennesøy
- Rindal
- Ringebu
- Ringerike
- Ringsaker
- Risør
- Roan
- Rødøy
- Rollag
- Rømskog
- Røros
- Røst
- Røyken
- Røyrvik
- Rygge

## S
Salangen
- Saltdal
- Samnanger
- Sande (Møre og Romsdal)
- Sande (Vestfold)
- Sandefjord
- Sandnes
- Sandøy
- Sarpsborg
- Sauda
- Sauherad
- Sel
- Selbu
- Selje
- Seljord
- Sigdal
- Siljan
- Sirdal
- Skånland
- Skaun
- Skedsmo
- Ski
- Skien
- Skiptvet
- Skjåk
- Skjervøy
- Skodje
- Smøla
- Snåsa
- Snillfjord
- Sogndal
- Søgne
- Sokndal
- Sola
- Solund
- Sømna
- Søndre Land
- Songdalen
- Sør-Aurdal
- Sørfold
- Sør-Fron
- Sør-Odal
- Sørreisa
- Sortland
- Sørum
- Sør-Varanger
- Spydeberg
- Stange
- Stavanger
- Steigen
- Steinkjer
- Stjørdal
- Stord
- Stordal
- Stor-Elvdal
- Storfjord
- Strand
- Stranda
- Stryn
- Sula
- Suldal
- Sund
- Sunndal
- Surnadal
- Sveio
- Svelvik
- Sykkylven

## T
Tana 
- Time
- Tingvoll
- Tinn
- Tjeldsund
- Tokke
- Tolga
- Tønsberg
- Torsken
- Træna
- Tranøy
- Trøgstad
- Tromsø
- Trondheim
- Trysil
- Tvedestrand
- Tydal
- Tynset
- Tysfjord
- Tysnes
- Tysvær

## U
Ullensaker
- Ullensvang
- Ulstein
- Ulvik
- Utsira
- Utne

## V
Vadsø
- Værøy
- Vågå
- Vågan
- Vågsøy
- Vaksdal
- Våler (Hedmark)
- Våler (Østfold)
- Valle
- Vang
- Vanylven
- Vardø
- Vefsn
- Vega
- Vegårshei
- Vennesla
- Verdal
- Verran
- Vestby
- Vestnes
- Vestre Slidre
- Vestre Toten
- Vestvågøy
- Vevelstad
- Vik
- Vikna
- Vindafjord
- Vinje (Trøndelag)
- Vinje (Vestfold og Telemark)
- Vinje (Vestland)
- Volda
- Voss